# Luidenhofen
Luidenhofen ist ein Ortsteil der Gemeinde Moorenweis im oberbayerischen Landkreis Fürstenfeldbruck. Die Einöde liegt circa zweieinhalb Kilometer westlich von Moorenweis.

## Baudenkmäler
Siehe auch: Liste der Baudenkmäler in Luidenhofen
- Katholische Kapelle St. Michael